# Craugastor phasma
Espèce
Synonymes
- Eleutherodactylus phasma Lips & Savage, 1996

Statut de conservation UICN

 DD  : Données insuffisantes
Craugastor phasma est une espèce d'amphibiens de la famille des Craugastoridae.

## Répartition
Cette espèce est endémique de la province de Puntarenas au Costa Rica. Elle se rencontre à 1 850 m d'altitude dans le bassin du río Coton dans le canton de Coto Brus.

## Publication originale
- Lips & Savage, 1996 : A new species of rainfrog, Eleutherodactylus phasma (Anura: Leptodactylidae), from montane Costa Rica. Proceedings of the Biological Society of Washington, vol. 109, no 4, p. 744-748 (texte intégral).